# 凯江镇
凯江镇，是中华人民共和国四川省德阳市中江县下辖的一个乡镇级行政单位。2019年12月，将东北镇浩淼社区、魁山社区、魁山村、玄武村、北塔村、七里村和南华镇西江北路社区、龙华社区、谭家街社区、余家河社区、龙华村、上马村、李园村、金银山村、团结村所属行政区域划归凯江镇管辖。

## 行政区划
凯江镇下辖以下地区：
珠市街社区、公园街社区、下南街社区、上南街社区、小南街社区、小西街社区、大西街社区、大北街社区、朝阳南路社区、朝阳北路社区、玄武东路社区、北塔社区、朝阳东路社区、南塔社区、荷花社区、南塔村和荷花村。